# 400 meter för damer i friidrott vid olympiska sommarspelen 1992
400 meter för damer vid olympiska sommarspelen 1992 i Barcelona avgjordes 25 juli. 

## Medaljörer
| Gren      | Guld                         | Guld  | Silver              | Silver | Brons                      | Brons |
| 400 meter | Marie-José Pérec · Frankrike | 48,83 | Olga Brizjina · OSS | 49,05  | Ximena Restrepo · Colombia | 49,64 |

## Resultat
- Q innebär avancemang utifrån placering i heatet.
- q innebär avancemang utifrån total placering.
- DNS innebär att personen inte startade.
- DNF innebär att personen inte fullföljde.
- DQ innebär diskvalificering.
- NR innebär nationellt rekord.
- OR innebär olympiskt rekord.
- WR innebär världsrekord.
- WJR innebär världsrekord för juniorer
- AR innebär världsdelsrekord (area record)
- PB innebär personligt rekord.
- SB innebär säsongsbästa.

### Final
| Placering | Final                    | Tid   |
| --------- | ------------------------ | ----- |
|           | Marie-José Pérec (FRA)   | 48,83 |
|           | Olga Brizjina (EUN)      | 49,05 |
|           | Ximena Restrepo (COL)    | 49,64 |
| 4.        | Olga Nazarova (EUN)      | 49,69 |
| 5.        | Jillian Richardson (CAN) | 49,93 |
| 6.        | Rochelle Stevens (USA)   | 50,11 |
| 7.        | Sandie Richards (JAM)    | 50,19 |
| 8.        | Phylis Smith (GBR)       | 50,87 |

### Semifinaler
| Placering | Heat 1                 | Tid   |
| --------- | ---------------------- | ----- |
| 1.        | Marie-José Pérec (FRA) | 49,48 |
| 2.        | Ximena Restrepo (COL)  | 49.76 |
| 3.        | Olga Brizjina (EUN)    | 49.76 |
| 4.        | Phylis Smith (GBR)     | 50.40 |
| 5.        | Jearl Miles (USA)      | 50.57 |
| 6.        | Natasha Kaiser (USA)   | 50.60 |
| 7.        | Michelle Lock (AUS)    | 50.78 |
| 8.        | Jelena Ruzina (EUN)    | 51.30 |

| Placering | Heat 2                   | Tid   |
| --------- | ------------------------ | ----- |
| 1.        | Jillian Richardson (CAN) | 50,02 |
| 2.        | Olga Nazarova (EUN)      | 50.31 |
| 3.        | Sandie Richards (JAM)    | 50.35 |
| 4.        | Rochelle Stevens (USA)   | 50.37 |
| 5.        | Norfalia Carabali (COL)  | 51.75 |
| 6.        | Sandra Douglas (GBR)     | 51.96 |
| 7.        | Renée Poetschka (AUS)    | 52.09 |
| 8.        | Elsa Devassoigne (FRA)   | 52.85 |

### Kvartsfinaler
| Placering | Heat 1                    | Tid   |
| --------- | ------------------------- | ----- |
| 1.        | Ximena Restrepo (COL)     | 50,63 |
| 2.        | Olga Brizjina (EUN)       | 50.68 |
| 3.        | Natasha Kaiser (USA)      | 50.71 |
| 4.        | Sandra Douglas (GBR)      | 51.41 |
| 5.        | Cathy Freeman (AUS)       | 51.52 |
| 6.        | Aïssatou Tandian (SEN)    | 52.39 |
| 7.        | Jayamini Illeperuma (SRI) | 53.55 |
| 8.        | Judit Forgács (HUN)       | 54.24 |

| Placering | Heat 2                | Tid   |
| --------- | --------------------- | ----- |
| 1.        | Jill Richardson (CAN) | 50,95 |
| 2.        | Jearl Miles (USA)     | 51.27 |
| 3.        | Olga Nazarova (EUN)   | 51.30 |
| 4.        | Michelle Lock (AUS)   | 51.71 |
| 5.        | Anja Rücker (GER)     | 52.05 |
| 6.        | Juliet Campbell (JAM) | 52.12 |
| 7.        | Tina Paulino (MOZ)    | 52.34 |
| 8.        | Ruth Morris (ISV)     | 54.92 |

| Placering | Heat 3                  | Tid   |
| --------- | ----------------------- | ----- |
| 1.        | Phylis Smith (GBR)      | 51,32 |
| 2.        | Elsa Devassoigne (FRA)  | 51.75 |
| 3.        | Renée Poetschka (AUS)   | 52.05 |
| 4.        | Jelena Ruzina (EUN)     | 52.23 |
| 5.        | Julia Merino (ESP)      | 52.43 |
| 6.        | Claudine Williams (JAM) | 52.84 |
| 7.        | Susie Tanéfo (CMR)      | 53.78 |
| 8.        | Noodang Phimpho (THA)   | 54.90 |

| Placering | Heat 4                  | Tid   |
| --------- | ----------------------- | ----- |
| 1.        | Rochelle Stevens (USA)  | 50,70 |
| 2.        | Sandie Richards (JAM)   | 50.76 |
| 3.        | Marie-José Pérec (FRA)  | 50.89 |
| 4.        | Norfalia Carabali (COL) | 51.65 |
| 5.        | Myra Mayberry (PUR)     | 53.37 |
| 6.        | Lorraine Hanson (GBR)   | 53.60 |
| 7.        | Zoila Stewart (CRC)     | 53.60 |
| 8.        | Alimata Koné (CIV)      | 53.80 |

### Försöksheat
| Placering | Heat 1                | Tid     |
| --------- | --------------------- | ------- |
| 1.        | Natasha Kaiser (USA)  | 51,41   |
| 2.        | Ximena Restrepo (COL) | 52.34   |
| 3.        | Julia Merino (ESP)    | 52.90   |
| 4.        | Juliet Campbell (JAM) | 53.69   |
| 5.        | Ruth Morris (ISV)     | 54.37   |
| 6.        | Prisca Philip (BAR)   | 55.09   |
| 7.        | Fanta Dao (MLI)       | 1.01,97 |

| Placering | Heat 2                    | Tid   |
| --------- | ------------------------- | ----- |
| 1.        | Sandie Richards (JAM)     | 52,56 |
| 2.        | Jearl Miles (USA)         | 52.79 |
| 3.        | Sandra Douglas (GBR)      | 52.91 |
| 4.        | Jayamini Illeperuma (SRI) | 54.14 |
| 5.        | Charmaine Gilgeous (ANT)  | 55.48 |
| 6.        | Shermaine Ross (GRN)      | 55.49 |

| Placering | Heat 3                    | Tid   |
| --------- | ------------------------- | ----- |
| 1.        | Elsa Devassoigne (FRA)    | 52,07 |
| 2.        | Olga Brizjina (EUN)       | 52.44 |
| 3.        | Michelle Lock (AUS)       | 52.49 |
| 4.        | Lorraine Hanson (GBR)     | 52.66 |
| 5.        | Tina Paulino (MOZ)        | 52.93 |
| 6.        | Zoila Stewart (CRC)       | 53.72 |
| 7.        | Mary-Estelle Kapalu (VAN) | 55.75 |

| Placering | Heat 4                  | Tid   |
| --------- | ----------------------- | ----- |
| 1.        | Jill Richardson (CAN)   | 51,99 |
| 2.        | Olga Nazarova (EUN)     | 52.09 |
| 3.        | Norfalia Carabali (COL) | 52.18 |
| 4.        | Anja Rücker (GER)       | 52.24 |
| 5.        | Aïssatou Tandian (SEN)  | 52.29 |
| 6.        | Susie Tanéfo (CMR)      | 53.37 |
| 7.        | Jacqueline Solíz (BOL)  | 56.78 |

| Placering | Heat 5                   | Tid   |
| --------- | ------------------------ | ----- |
| 1.        | Phylis Smith (GBR)       | 53,59 |
| 2.        | Marie-José Pérec (FRA)   | 53.64 |
| 3.        | Cathy Freeman (AUS)      | 53.70 |
| 4.        | Myra Mayberry (PUR)      | 53.75 |
| 5.        | Judit Forgács (HUN)      | 54.87 |
| 6.        | Ngozi Mwanamwambwa (ZAM) | 54.88 |
| 7.        | Melrose Mansaray (SLE)   | 55.67 |

| Placering | Heat 6                  | Tid     |
| --------- | ----------------------- | ------- |
| 1.        | Rochelle Stevens (USA)  | 52,42   |
| 2.        | Renée Poetschka (AUS)   | 52.85   |
| 3.        | Jelena Ruzina (EUN)     | 52.94   |
| 4.        | Claudine Williams (JAM) | 52.97   |
| 5.        | Alimata Koné (CIV)      | 53.76   |
| 6.        | Noodang Phimpho (THA)   | 54.28   |
| 7.        | Ruth Mangue (GEQ)       | 1.03,32 |